# Kościół, lewica, dialog
Kościół, lewica, dialog – książka autorstwa Adama Michnika, wydana po raz pierwszy w 1977 roku, w Instytucie Literackim Jerzego Giedroycia w Paryżu, z przedmową Stefana Kisielewskiego. Została napisana w podwarszawskich Laskach, w zakładzie dla dzieci niewidomych, prowadzonym przez siostry franciszkanki. Bezpośrednią inspiracją autora stanowiło odsłuchanie nagrań dyskusji przyjaciół z emigracji, poświęconych historycznej roli Kościoła i jego oceny społecznej.
W pierwszych latach od wydania publikacja funkcjonowała wyłącznie w drugim obiegu i większość polskich czytelników miała do niej utrudniony dostęp. Do wydania z 1998 roku dołączono posłowie autorstwa ks. Józefa Tischnera pt. Po co Bóg stworzył Michnika?. W 2009 roku książka Kościół. Lewica. Dialog została wydana przez Agorę, jako pierwszy tom cyklu Dzieła wybrane Adama Michnika. Cykl zawiera pisma, rozprawy i eseje z lat 1977–1997.
W 2014 roku podczas debaty w klubie „Tygodnika Powszechnego” Adam Michnik stwierdził, że dziś nadałby książce inny tytuł, to jest: Kościół. Lewica. Dialog – Kościół. Prawica. Monolog.

## Tło historyczne
Publikacja dotyka skomplikowanych relacji pomiędzy środowiskami lewicowymi a Kościołem katolickim w komunistycznej Polsce. Niektóre z postawionych przez Adama Michnika tez zdezaktualizowały się wraz z upadkiem PRL-u, co autor wielokrotnie podkreślał.
Adam Michnik: „Książka opowiada o zamkniętym okresie historycznym. Po 1989 roku sytuacja zmieniła się tak radykalnie, że sięganie dziś do Kościoła, lewicy, dialogu wydaje mi się mieć sensu tyle co… dyskutowanie teraz polskich sporów po klęsce powstania styczniowego. Fenomen tej książki wynikał chyba z tego, że była pierwsza. Że przede mną nikt czegoś takiego nie napisał”.
W obecnej sytuacji politycznej publikacja Michnika może być traktowana jako świadectwo epoki.

## Główna teza i poruszone zagadnienia
Główna teza książki sprowadza się do propozycji nawiązania wymierzonego w komunistów sojuszu, pomiędzy konserwatywnym Kościołem a laicką inteligencją. Zdaniem Michnika tytułowy „dialog” wspomnianych środowisk oraz ich ścisła współpraca mogłyby przyczynić się do stworzenia silnej opozycji antykomunistycznej i tym samym pomóc Polakom obronić się przed totalitaryzmem.
Do najważniejszych przeszkód, stojących na drodze dialogu, autor zalicza:
- Wewnętrzne podziały polskiej inteligencji (sprowadzające się do walki zwolenników „Tygodnika Powszechnego” ze zwolennikami łódzkiej „Kuźnicy”);
- Zamknięte, konserwatywne i niechętne do zmian środowiska Kościoła katolickiego;
- Uprzedzenia, stereotypy i niechęć do Kościoła katolickiego wśród młodej lewicy;
- Konflikty wewnętrzne odbywające się w środowisku PAX-u, „Znaku” i „Więzi”.

Ponadto w publikacji Adam Michnik poruszył następujące zagadnienia:
- internowanie kardynała Stefana Wyszyńskiego;
- proces biskupa Czesława Kaczmarka;
- inne formy prześladowania Kościoła katolickiego przez władze PRL;
- wydarzenia z października 1956 roku;
- przyczyny złych relacji Kościoła katolickiego i laickiej lewicy oraz wzajemne oskarżenia wysuwane przez skonfliktowane strony.

## Terminologia
W publikacji Kościół, lewica, dialog Adam Michnik wprowadził następujące terminy:
Katolicyzm otwarty – nowoczesny, tolerancyjny ruch ideowy, opierający się na duchu Drugiego Soboru Watykańskiego, który byłby atrakcyjny dla młodej elity opozycyjnej.
Laicka lewica – środowisko lewicowe, niezwiązane z kościołem katolickim, do którego zaliczał się sam Michnik. Zgodnie z główną tezą publikacji powinno podjąć dialog i współpracę z Kościołem, co Michnik ujął w słowach:
Adam Michnik: „Czy my – ludzie lewicy laickiej – nie powinniśmy wreszcie pojąć, że w obliczu totalitarnej dyktatury tradycyjne pojęcie „postępu” i „wstecznictwa” czy też podziały na „prawicę” i „lewicę” stają się mniej istotne od zasadniczej linii podziału, która dzieli zwolenników totalitaryzmu od jego przeciwników?”.
Adam Michnik: „Ludziom lewicy laickiej – raz jeszcze to powtórzmy – powinno zależeć na obronie Kościoła. (...) od wielu lat Kościół katolicki w Polsce nie uzasadnia żadnych racji możnych tego świata, stojąc uporczywie po stronie prześladowanych i bitych. Rzeczywistym wrogiem lewicy laickiej nie jest Kościół, lecz totalitaryzm”.

## Odbiór społeczny
Publikacja wywołała duże zainteresowanie zarówno wśród środowisk prawicowych, jak i lewicowych. Była przedmiotem licznych debat i komentarzy. Dwa lata od pierwszego wydania Józef Tischner odniósł się do niej w publikacji Polski kształt dialogu.
Odbiór społeczny książki Kościół, lewica, dialog zmieniał się z czasem. Zdaniem samego Michnika im więcej lat upłynęło od wydania publikacji, tym bardziej był z tego powodu atakowany:
Adam Michnik: „[książka] w środowisku katolickim była przyjęta dobrze. Obszerne recenzje napisali Staszek Małkowski, Jacek Salij, Jan Pospieszalski. Oczywiście byli tacy, co rozpoznali w książce zatrute żądła liberalizmu i byli nastawieni negatywnie, ale to raczej wyjątki. Później się to zresztą zmieniło. Kościół, lewicę, dialog zaczęto przedstawiać jako brutalny atak na Kościół, manifestację antyklerykalizmu”.
Adam Michnik: „Dzisiaj ten obszar rozmowy jest wyjątkowo wprost zabagniony. Po obu stronach górę biorą nieporozumienia, nieufności, niechęci. A gdy ktoś próbuje jednak rozmawiać, dostaje po pysku od jednych i od drugich. Jestem tego świetnym przykładem”.